# Rocky V
Rocky V (prt: Rocky V; bra: Rocky 5) é um filme americano de 1990, dirigido por John G. Avildsen e escrito e estrelado por Sylvester Stallone. É o quinto filme da série de filmes Rocky.

## Elenco
- Sylvester Stallone como Rocky Balboa
- Talia Shire como Adrian Balboa
- Burt Young como Paulie Pennino
- Sage Stallone como Robert Balboa Jr
- Burgess Meredith como Mickey Goldmill
- Tony Burton como Tony "Duke" Evers
- Richard Gant como George Washington Duke
- Tommy Morrison como Tommy Gunn
- Michael Williams como Union Cane